# Richard de Bures

Escut d'Armes de Richard de Bures.

 Richard de Bures , Gran Mestre de l'Orde del Temple de 1244 a 1247. Després de la desaparició del seu predecessor Armand de Périgord, sembla que va ser elegit de manera temporal a l'espera d'una elecció oficial.
Hi ha molt poca informació sobre la seva vida llevat que era el senyor de Chastel Blanc quan va ser elegit Gran Mestre de l'Orde, però res se sap sobre la seva elecció com a Gran Mestre.
Efectivament, la mort d'Armand de Périgord havia estat coneguda des de feia algun temps, de manera que Richard de Bures va ser citat com superior dels Templers, però sense haver estat elegit oficialment.